# Lore Cattepoel

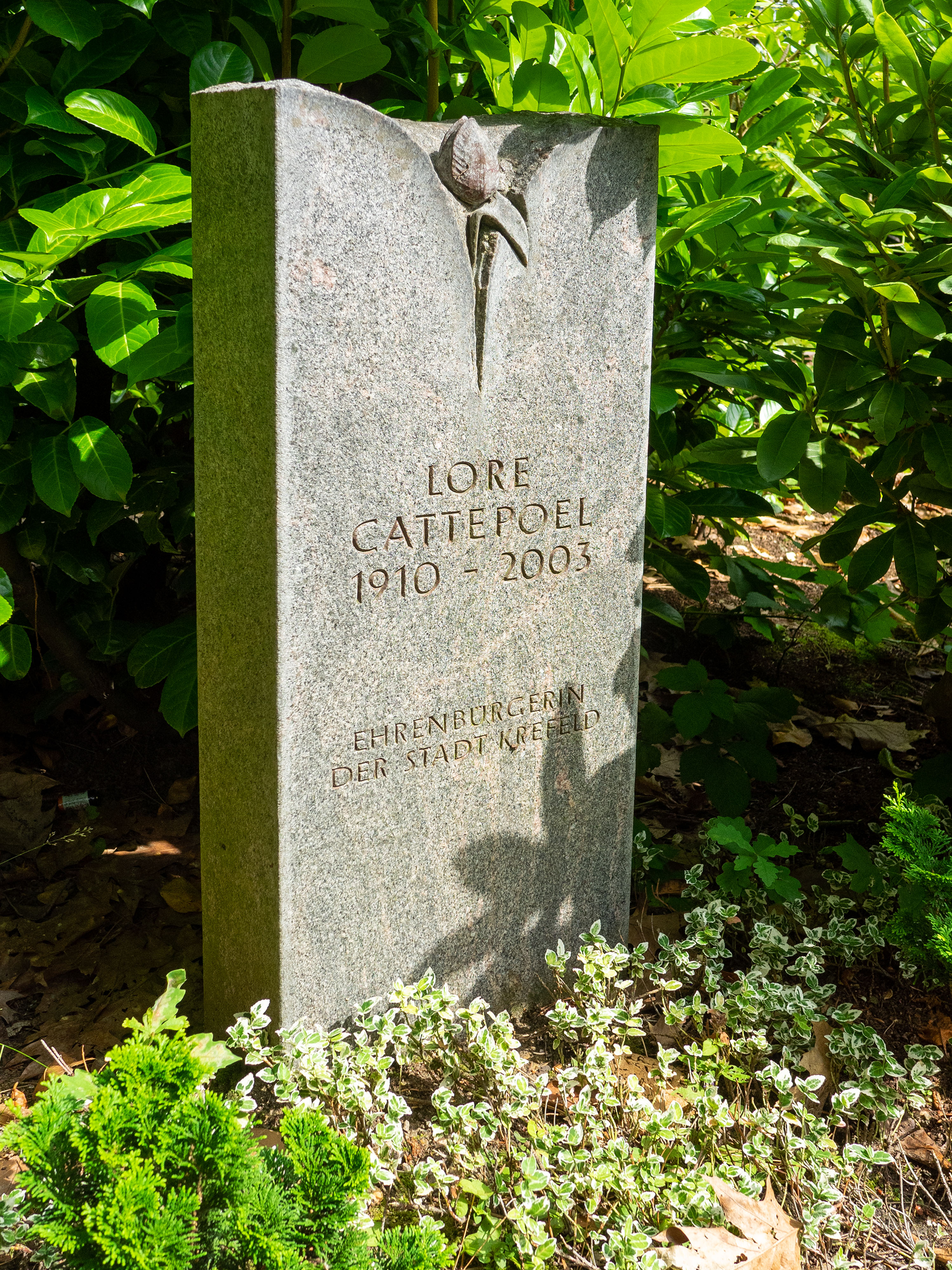
Grabstein Lore Cattepoel (Hauptfriedhof (Krefeld))

Lore Cattepoel geb. Sogemeier (* 14. April 1910 in Wellinghofen; † 13. März 2003 in Krefeld) war eine deutsche Politikerin und Landtagsabgeordnete (CDU).

## Leben
Nach dem Besuch der Volksschule und des Gymnasiums mit dem Abschluss des Abiturs studierte sie Theologie in Marburg, Berlin und Wien. Das Theologische Staatsexamen legte sie 1935 in Wien ab. Sie war in zahlreichen Gremien der CDU vertreten und engagierte sich in der Wohlfahrtspflege.
Über die Reserveliste ihrer Partei nachgerückt, saß sie vom 4. Oktober 1965 bis zum 23. Juli 1966 im Landtag Nordrhein-Westfalen. Dem Stadtrat von Krefeld gehörte sie von 1961 bis 1975 an.

## Ehrungen
- Bundesverdienstkreuz am Bande (12. August 1976)[1]
- Ehrenbürger von Krefeld (1988)